# Jan Krzysztof Skarbek Kiełczewski
Jan Krzysztof Skarbek Kiełczewski herbu Abdank – marszałek kowieński w latach 1671-1700, podkomorzy kowieński w latach 1665-1670, podsędek kowieński w latach 1653-1664.
Był elektorem Jana III Sobieskiego z powiatu kowieńskiego w 1674 roku.